# Ozarba exolivacea
Ozarba exolivacea är en fjärilsart som beskrevs av George Francis Hampson 1916. Ozarba exolivacea ingår i släktet Ozarba och familjen nattflyn. Inga underarter finns listade i Catalogue of Life.